# Kalapana, Havaji
Za vladara, pogledajte „Kalapana Havajski”.
Kalapana je grad smješten u okrugu zvanom Puna na havajskom Velikom otoku, SAD. U gradu se izvorno nalazila rimokatolička Crkva Zvijezde mora.
Godine 1990., izljev lave iz vulkana Kīlauea uništio je veći dio grada. Lava je uništila i obližnji gradić Kaimū, stvorivši novu obalu. Novi je izljev lave „napao” Kalapanu u srpnju 2010. godine. U svibnju 2018., došlo je do nove erupcije u obližnjem mjestu Leilani Estates. Do 3. srpnja 2018., prilaz Kalapani bio je dozvoljen samo stanovnicima grada.